# Великая Мартыновка
Великая Мартыновка (укр. Велика Мартинівка) — село в Лутугинском районе Луганской области Украины. Под контролем самопровозглашённой Луганской Народной Республики.
Входит в Иллирийский сельский совет.

## География
Село расположено в среднем течении реки Ольховой. Ближайшие населённые пункты: посёлок Иллирия (примыкает) на юге, Елизаветовка, сёла Малая Юрьевка и Малая Мартыновка (все выше по течению Ольховой) на юго-западе, Троицкое и Малоконстантиновка на северо-западе, посёлки Шимшиновка на севере, Комсомолец на северо-востоке, сёла Ушаковка, Захидное, посёлки Новопавловка, Ясное (все ниже по течению Ольховой) на востоке.

## Население
Население по переписи 2001 года составляло 142 человека.

## Общие сведения
Почтовый индекс — 92018. Телефонный код — 6436. Занимает площадь 0,078 км².

## Местный совет
92018, Луганская обл., Лутугинский р-н, с. Иллирия, ул. Советская, д.15; тел. 23-2-48